# Тремтіть, Абе!
Тремтіть, Абе! (спрощ.: 颤抖吧, 阿部!; піньїнь: Chàndǒu ba, ābù!; літ.: 'Shake it, Abu!') — китайський веб-серіал 2017 року з Чжен Єченом та Ань Юесі в головних ролях. За сюжетом інопланетянин Абу прийняла особу Тан Цін'є після випадкового приземлення на Землю, і її подальшу причетність до Тан Цінфен. Серіал вийшов на Youku 7 серпня 2017 року.
Серіал мав комерційний успіх із загальним показником 2 мільярди переглядів в Інтернеті та рейтингом 7,8 на Douban . На думку експертів популярність пояснюється його легковажним та жартівливим змістом, а також поєднанням унікальних елементів, таких як інопланетяни, подорожі в часі та міжрасові стосунки. Серіал також вдзначили за використання якісних спецефектів.
Другий сезон Trouble on Planet Duo виходить на Mango TV 27 вересня 2018 року.

## Сюжет

### 1-й сезон
Під час правління імператора Дай-цзуна Танського на кордоні відбуваються хвилювання. Імператор нагороджує шостого принца, Лі І, зробивши його спадкоємним принцом і заручивши з ним Тан Ціньє. Однак леді Тан, засмучена тим, що донька наложниці має стати кронпринцесою, замінює Ціньє своєю власною донькою Тан Ціньюнь та направляє вбивць за Ціньє. Одночасно Абу Чача з Планети Дуо, яка приземлилася на Землю, змушена прийняти особу Тан Ціньє, таким чином розпочавшись її доленосні стосунки любові й ненависті з Тан Цінфен.

### 2-й сезон
Після того, як Тан Цінфен прокидається, він дізнається, що його схопили Хранителі часу за те, що він порушив часові рамки. Абу, Тан Цінфен та Дуо Мяу намагаються повернутися до династії Тан, щоб знову виправити ситуацію, але випадково повертаються до династії Суй. За допомогою молодого батька Тан вони тепер намагаються виправити історію, інакше династія Тан ніколи не існуватиме.

## У ролях

### У головних ролях
- Чжен Єчен у ролі Тан Цінфена: Старший син Тан Цзічжуна та леді Тан. Як провідний талант Чан'аня, Цінфен гарний і надійний. Незважаючи на раптову зміну темпераменту Цін'є, він не терпить грубого поводження з нею. Він часто знаходить дивні вчинки Абу приголомшеними.

- Ан Юесі — Абу Чача / Тан Ціньє: Абу Чача: інопланетянинка, що порушила сталий порядок у Всесвіті. Щоб адаптуватися до життя на Землі, вона потрапляє в безліч інцидентів, стаючи ворогами з Цінфен.

Ціньє: друга донька Тан Цзічжуна від його наложниці.

### 1-й сезон

#### Інопланетяни
- Ван Яньян у ролі Дуо Мяомяо . Капітан зоряного флоту Planet Duo. Через несправність його літака він змушений приземлитися на Землю. Він закохався в Сяо Жуйі в процесі розкриття з нею злочинів.
- Чжу Зіянь — Джіле. Інопланетний старійшина.

#### Імператорська сім'я
- Чжао Дунзе в ролі Лі І. Наслідний принц. Він обманом приховує свої справжні наміри через трагічне дитинство в палаці. Щоб отримати трон, він не вагаючись вступає в змову з ворогом і знову розпалює війну на кордоні.
- Чень Іша в ролі імператриці.
- Гао Хай — Лі Фу. Принц Ці, старший брат Лі І.

#### Сім'я Тан
- Чень Чен у ролі Тан Ціньюня . Старша донька Тан Цзічжуна від леді Тан. Під її ніжним виглядом ховається хтось, сповнений завзятості. Вона любила Лі І з дитинства.
- Ян Таоге в ролі Дабао. Лейтенант Тан Цінфена.
- Ван Ган у ролі Тан Цзічжуна. Загальний.
- Тянь Мяо — леді Тан. Дружина Тан Цзічжуна.
- Хуан Юечен у ролі Сян'ера. Особиста покоївка Тан Ціньє.

#### Сім'я Сяо
- Сюй Хао в ролі Сяо Жуйї . Бравий генерал гвардії Цзіньву.
- Ву Хао — Сяо Чжіхе. Молодший брат Сяо Жуйї.

### 2-й сезон
- Сюй Цзявей у ролі Дуо Мяомяо
- Сюй Мучан у ролі Дуо Сінсін
- Нін Сяохуа в ролі судді
- Лу Фен у ролі Безсмертного
- Ву Пейру — Сяо Ба

## Саундтрек
| #  | Назва                                                     | Автор слів  | Автор музики  | Singer                     | Тривалість |
| -- | --------------------------------------------------------- | ----------- | ------------- | -------------------------- | ---------- |
| 1. | «Loving You is Not Bad (爱你也不差)» (Opening theme song) | Li Yang     | Mak Chun Hung | Wu Yanqing                 |            |
| 2. | «Only Belong to Love (专属爱情)» (Ending theme song)      | Li Ruotian  | Ma Ping       | Zheng Yecheng & An Yuexi   |            |
| 3. | «Waiting For You»                                         | Tang Dou    | ZigZag Note   | Wang Xiaomin               |            |
| 4. | «Waiting For Love (等待爱)»                               | Ting Hai    | Qian Lei      | Ning Hengyu                |            |
| 5. | «Shaking (颤抖)»                                          | Lin Qiao    | Qian Dachuan  | Mao Fangyuan               |            |
| 6. | «Say You Love Me (说你爱我)»                              | Qian Lijing | Mak Chun Hung | Wu Yanshan                 |            |
| 7. | «Light Wind Arrived (清风来过)»                           | Gong Shujun | Yi Rui        | Gong Shujun & Ding Shaohua |            |
| 8. | «Plastic Surgery Monster (整容怪)»                        | Tang Dou    | M80           | Shanghai Rap               |            |